# 疏脉半蒴苣苔
疏脉半蒴苣苔（学名：Hemiboea cavaleriei var. paucinervis）为苦苣苔科半蒴苣苔属下的一个变种。

## 扩展阅读
- 維基物種上的相關：疏脉半蒴苣苔